# Scène d'été
Scène d'été, ou Les Baigneurs, est une huile sur toile du peintre impressionniste français, Frédéric Bazille (1841-1870). Elle est conservée aux États-Unis, au Fogg Art Museum de l'université Harvard et date de 1869. Cette grande toile mesure 160 × 160,7 cm.
Elle représente huit jeunes gens en été au bord du Lez dans la campagne de Montpellier. L'un, figuré de dos, est en train de se baigner; un autre sort de l'eau aidé par un ami torse nu en pantalon sur la droite; un jeune homme à gauche au premier plan a le dos appuyé à un bouleau; au milieu au second plan un jeune homme alangui observe deux garçons se mesurant à la lutte, tandis qu'en arrière-plan un jeune homme s'apprête à se déshabiller sous les arbres. Cinq des personnages sont représentés en caleçon de bain de coton, rayé de noir pour les trois du devant de la scène. Cette scène s'inspire des scènes pastorales ou mythologiques dans une Arcadie de rêve, telles que Poussin ou  Le Lorrain les ont dépeintes; celle-ci est transposée dans la campagne proche du domaine familial de Bazille, rappelant ses moments heureux de jeunesse. Il n'a que 27 ans lorsqu'il compose cette scène. L'artiste a d'abord peint les figures masculines dans son atelier parisien, puis les a transposées dans la nature. « Je dessine d'avance mes personnages pour le tableau d'hommes nus que je me propose de faire à Méric », écrit-il à son père le 2 mai 1869. Il s'agit d'une étude des mouvements du corps masculin observés dans différentes attitudes. Bazille persévère dans ses recherches autour du corps humain dans la nature, malgré le refus de son tableau Le Pêcheur à l'épervier au Salon de 1869 quelques mois plus tôt. Il s'inspire aussi de son ami Monet par la succession de plans lumineux puis sombres et les différents tons de vert pour donner l'impression d'un soleil éblouissant. Ce tableau témoigne d'un exercice chromatique fort complexe, notamment avec les valeurs du bleu du ciel qui se reflète dans l'eau et le contraste des tons de vert avec les carnations des corps traitées comme des reflets.
Ce tableau a été présenté au Salon de 1870 quelque temps avant la mort de Bazille au champ d'honneur. Signe de l'écho que reçoit cette Scène d'été, elle est caricaturée dans Le Charivari et le Journal amusant. Zacharie Astruc y reconnaît « la plénitude étonnante de la lumière. ».
Cézanne s'est certainement souvenu de ce tableau de Bazille (que connaissait Zola son ami d'enfance) pour sa série des Baigneurs.